# Keilverschluss

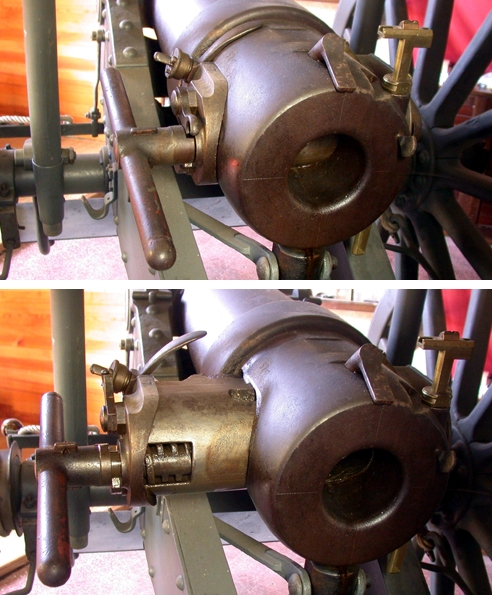
Krupp-Keilverschluss. Schweizerische Ord. 8,4 cm Feldkanone 1879

Der Keilverschluss ist eine Verschlusskonstruktion, die im Laufe der Jahre in den unterschiedlichsten Konstruktionen der Waffentechnik zum Einsatz kam.

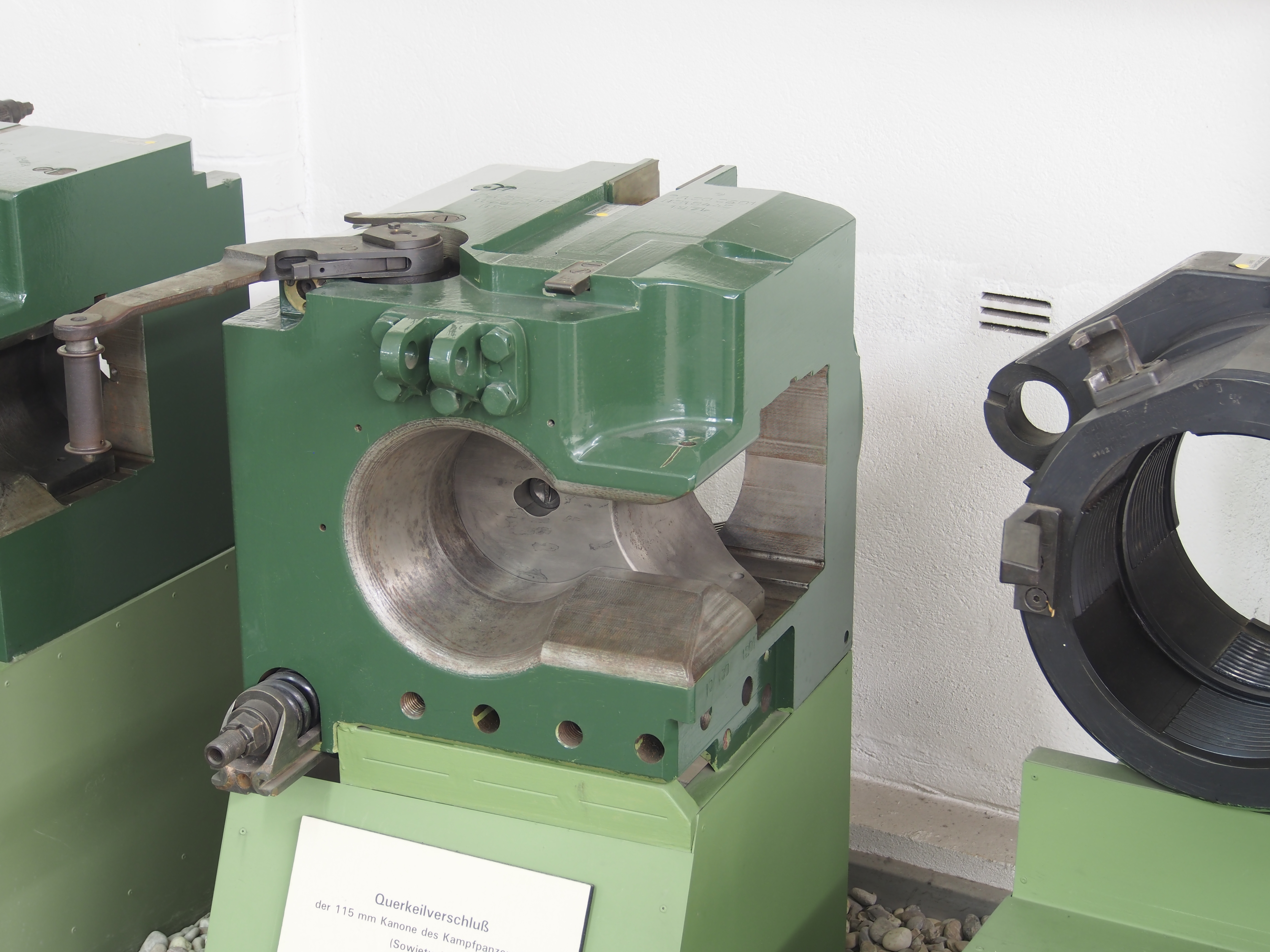
Querkeilverschluss der Kanone des Kampfpanzers T62 in der Wehrtechnischen Studiensammlung Koblenz

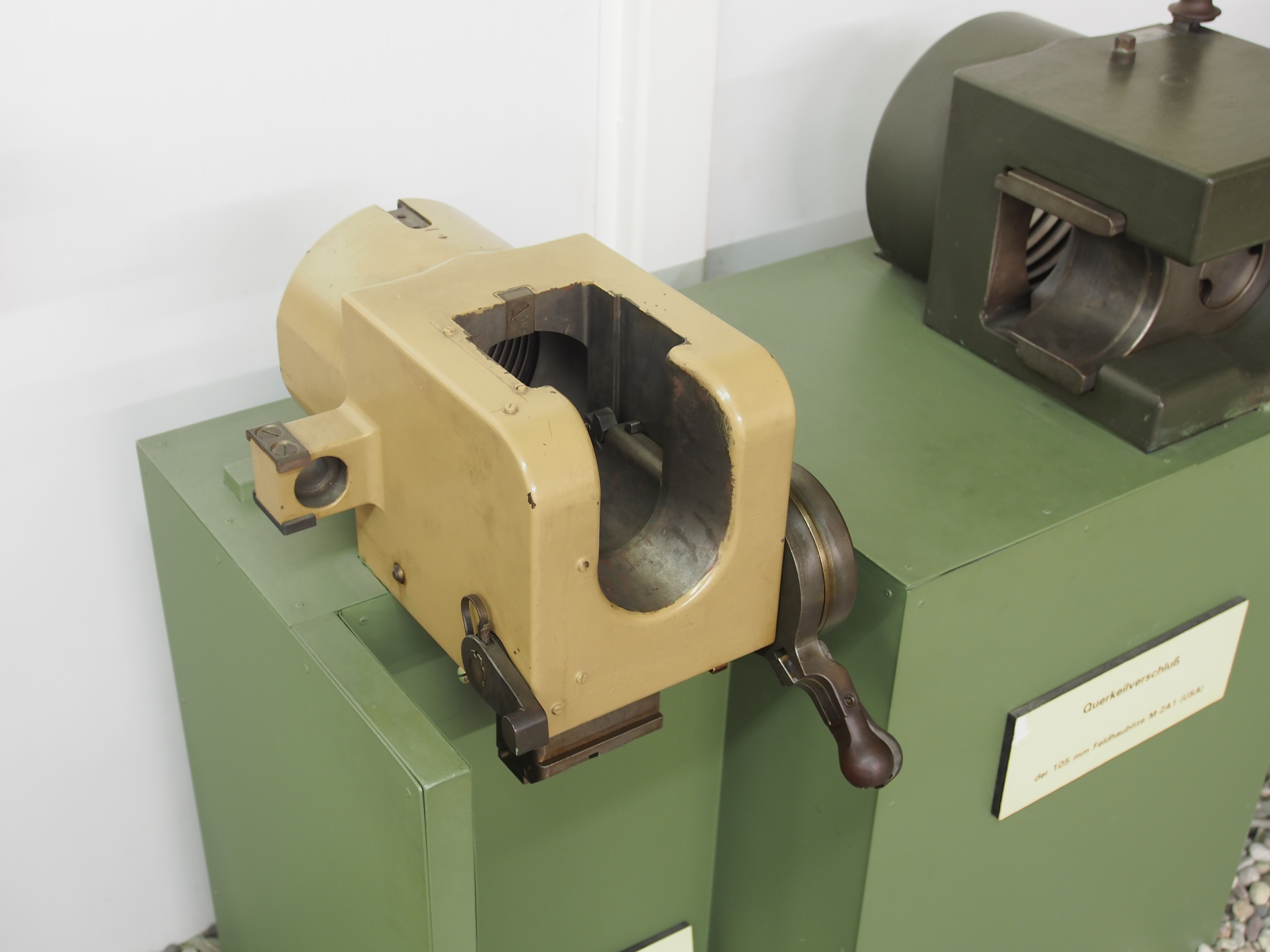
Fallkeilverschluss einer 5-cm-Kanone

## Grundsätzliche Anforderungen
Der Verschluss des Geschützes schließt das Rohr nach hinten ab und überträgt bei der Schussabgabe die Kraft des Rückstoßes über das Rohr auf die Lafette. Bei Geschützen, die hülsenlose Munition verschießen, verhindert er mit dem Liderungsring das Austreten von Treibladungsgasen. Beim Verschießen von Patronenmunition wirft bei halbautomatischen Geschützen ein von ihm betätigter Mechanismus beim Öffnen automatisch die Hülse aus. Grundsätzlich muss sich der Verschluss bei manueller Betätigung mit wenigen Handbewegungen schnell öffnen und sicher schließen lassen. Bei Geschützen, die Patronenmunition verschießen, sollte das im Verschlusskeil angebrachte Schloss, resp. die Abfeuerungsvorrichtung, gegen unbeabsichtigte Schussabgabe gesichert sein. Gefordert werden weiterhin ein geringes Gewicht und geringe Abmessungen, um die tote Rohrlänge, das heißt die Länge des Rohres hinter der Patronen- bzw. Pulverkammer, zu minimieren. Diese tote Rohrlänge bestimmt zusammen mit dem Rücklaufweg des Rohres die maximal mögliche Erhöhung bei gegebener Lafettenkonstruktion.

## Geschichte

Preußischer Doppelkeilverschluss für die Feldartillerie in der Konstruktion von 1867

Vorderlader blieben bis zur Mitte des 19. Jahrhunderts die bestimmende Konstruktionsform für Artilleriegeschütze. Da die damaligen Gefechte sowohl zu Land als auch auf See auf wenige hundert Meter Entfernung geführt wurden, genügten die Schussleistungen den damaligen Anforderungen. Mit dem Aufkommen der gezogenen Infanteriewaffen, unter Verwendung von Langgeschossen, reichten die Reichweiten der Vorderlader nicht mehr aus, um die Infanterieverbände wirkungsvoll bekämpfen zu können, da diese jetzt außerhalb der Reichweite der Vorderladergeschütze agieren konnten. Aus diesem Grund versuchte der Italiener Giovanni Cavalli 1846 das System der gezogenen Infanteriewaffen auf die Geschütze zu übertragen und so konstruierte er einen gezogenen 30-Pfünder-Hinterlader. Als Verschluss wählte er hierfür im Gegensatz zu Wahrendorff, welcher für seine Geschütze den Kolbenverschluss benutzte, einen Keilverschluss. Dieser Verschluss bewährte sich allerdings nicht, da er zu schwach ausgelegt war. In der Folgezeit wurden die gezogenen Geschütze mit dem Wahrendorff’schen Kolben bzw. in England mit dem Armstrong’schen Verschluss ausgerüstet.
In Preußen griff man bei der Entwicklung der gezogenen Hinterlader die Idee des Keilverschlusses wieder auf und führte ihn 1862 als Kreiner’schen Keilverschluss in der Festungs- und Belagerungsartillerie ein. Nachfolger für diese Konstruktion war 1864 bei der Feldartillerie der sogenannte Wesener’sche Keilverschluss. Da dieser aber im Ganzen zu schwach ausgelegt war, wurde bereits 1866 die Fertigung wieder eingestellt und er wurde 1867 durch einen modifizierten Kreiner’schen Keilverschluss ersetzt.
Parallel zu den preußischen Entwicklungen wurden durch die Fa. Krupp eigene Verschlusssysteme entwickelt. So erhielt die Fa. Krupp bereits am 29. Oktober 1862 in England ein Patent auf einem Flachkeilverschluss. 1864 folgte für die Feldartillerie der sogenannte „einfache Rundkeilverschluss“. 1866 wurde dieser für den Einsatz bei den großen Kalibern umkonstruiert und zur leichteren Bewegung beim Öffnen und Schließen mit einer Transportschraube versehen. Die umständliche Art der Verriegelung – hierfür wurde ein stirnseitig angebrachter Sperrbolzen benutzt – wurde mit der verbesserten Konstruktion von 1868 beseitigt. Dieser Verschluss blieb bis zur Einführung der Schnellfeuerverschlüsse in den 1890er Jahren im Gebrauch.
Mit der Einführung der rauchschwachen Treibladungen in den 1880er Jahren entfielen die starken Qualmwolken beim Schuss und es musste bis zum nächsten Schuss nicht mehr abgewartet werden, bis die Sicht frei war, somit war die Möglichkeit gegeben, schneller schießen zu können. Zur Lösung dieser Frage waren zwei Hauptprobleme zu lösen, einmal die Beschleunigung des Ladevorganges und zum zweiten die Frage der Standfestigkeit der Geschütze beim Schuss.
Die Entwicklung der Schnellfeuerverschlüsse wurde durch die Fortschritte, welche man zwischenzeitlich bei der Fertigung von metallischen Kartuschen erzielt hatte, begünstigt. Anfänglich kam der Krupp’sche Schnellfeuer-Rundkeilverschluss C/87 zur Anwendung. Bereits 1888 konnte Krupp eine 13-cm- und 1890 eine 15-cm-Kanone mit einem Schnellfeuerverschluss ausrüsten. Der Schnellfeuer-Rundkeilverschluss C/87 wurde 1895 durch den Leitwellverschluss verdrängt, der dann über Jahre die vorherrschende Verschlussart war.
Im weiteren Verlauf der technischen Entwicklung kam es dann zur Konstruktion weiterer Verschlusssysteme.

## Konstruktionsprinzip
Beim Keilverschluss gleitet ein Keil entweder waagerecht oder senkrecht in das Rohr und schließt es nach hinten ab. Durch die Keilform und die Bewegung des Keiles werden sowohl Gasdichtigkeit als auch Verriegelung sichergestellt. Bauformen des Keilverschlusses in neuerer Zeit sind der Verschluss nach Armstrong, der Krupp’sche Leitwellverschluss und der Schubkurbelverschluss nach Erhardt, die sich durch die Konstruktion der Bedien- und Verriegelungselemente unterscheiden. Vorteilhaft sind Gasdichtigkeit und zuverlässige Verriegelung. Mit Ausnahme der Entwicklung von Armstrong zeichnet sich die Konstruktion auch durch einfache Bedienung und kurze Ladezeiten sowie die Möglichkeit zur Automatisierung aus. Nachteilig ist das relativ hohe Gewicht und die relativ große tote Rohrlänge. Weiterentwicklungen sind der Fallblockverschluss und der umlegbare Keilverschluss, die sich durch geringe bewegte Massen auszeichnen und die Schwerkraft zum Bewegen des Keils ausnutzen und damit ein noch schnelleres Nachladen zulassen. Durch die geringe Masse sind sie allerdings nur für Geschütze bis zu einem Kaliber von ungefähr 75 mm einsetzbar.

## Beschreibung der einzelnen Systeme

### Verschlusskonstruktion nach Armstrong

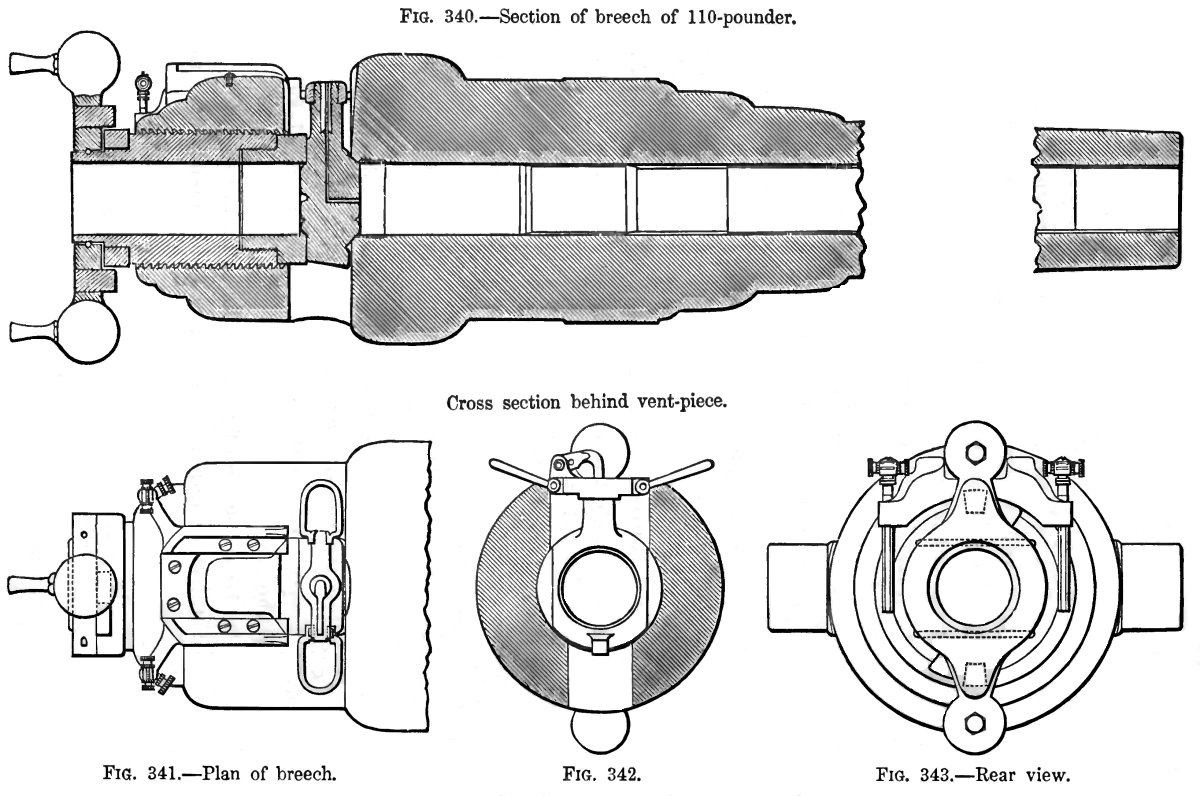
Verschlusskonstruktion nach Armstrong

Beim Verschluss nach Armstrong wird ein metallischer Block von oben in das Rohr eingeführt. Die Verriegelung wird kraftschlüssig durch eine Schraube hergestellt, die von hinten in das Rohr eingedreht wird und den Metallblock gegen den hinteren Rand der Pulverkammer drückt. Ein auf dem Block angebrachter Kupferring dichtet die Pulverkammer gasdicht ab. Die einzelnen Elemente des Verschlusses sind nicht miteinander gekoppelt, daher sind Öffnen und Schließen des Verschlusses kompliziert und zeitaufwendig. Die Weiterentwicklung des ursprünglichen Armstrongverschlusses führte zu den Konstruktionen von Joseph Whitworth und Armstrong, die den Schraubenverschlüssen mit ununterbrochenen Gewinden zuzuordnen sind.

### Preußischer Doppelkeilverschluss
Es gab je nach Verwendungszweck zwei unterschiedliche Ausführungen:
- Doppelkeilverschluss für die Feldartillerie,
- Doppelkeilverschluss für die Belagerungs- und Festungsartillerie.

Die beiden Systeme unterschieden sich lediglich in bestimmten Konstruktionsmerkmalen, welche durch die unterschiedlichen Dimensionen der Geschützrohre bedingt waren. Die folgenden Erklärungen beziehen sich auf die zweite Ausführung.
In der ursprünglichen Version von 1862 bestand der Verschluss aus zwei quer durch das Bodenstück des Rohres gesteckten massiven Keilen, welche, wenn sie mit ihren schiefen Ebenen aufeinander lagen, ein Prisma bildeten. Durch ein Verschieben der beiden Keile gegeneinander konnte die Höhe des Prismas so verändert werden, dass der Keil bequem aus dem Keilloch gezogen werden konnte. Diese Verschiebung wurde durch die Spindel ermöglicht bzw. unterstützt, welche in der Stirnseite des Vorderkeiles eingeschraubt wurde. Gehaltert wurde die Spindel in einem durchbohrten hakenförmigen Ansatz des Hinterkeiles. Die Bewegungen des Verschlusses wurden durch zwei auf der rückwärtigen Seite des Hinterkeiles angebrachte Nuten kontrolliert, in welche die Grenzschraube eingriff. Sicherungselemente gegen ein unbeabsichtigtes Öffnen des Verschlusses waren nicht vorhanden. Zur Liderung waren Pressspanscheiben vorgesehen. Im äußersten Notfall konnte auch ohne die Scheiben geschossen werden. Im Großen und Ganzen war der Verschluss zwar brauchbar, doch es kam immer wieder zu Störungen, da bei dieser Konstruktion der bewegliche Keil den Seelenboden bildete und der sich beim Schuss hier ablagernde Pulverschleim die Funktion des Verschlusses behinderte.
Im Laufe der Jahre wurde diese Konstruktion mehrfach geändert. So wurde bereits 1864 der Verschluss, ähnlich wie es bereits bei der Konstruktion des sogenannten Wesener’schen Keilverschlusses für die Feldartillerie geschehen war, gedreht, so dass jetzt der Festkeil an der Ladungsseite anlag. Außerdem wurde jetzt in den Vorderkeil eine Stahlplatte eingelassen, um bei den unvermeidbar auftretenden Ausbrennungen durch die Pulvergase nicht mehr den kompletten Verschluss auswechseln zu müssen. Die Stahlplatte war viereckig und überragte den Vorderkeil deutlich nach oben und unten. Diese Seiten der Stahlplatte waren gerundet und griffen hiermit in entsprechende Nuten des Keilloches ein. Außerdem war die Stahlplatte mit einer kreisrunden Ausdrehung versehen, in welche die sogenannte „Kupferliderung“ eingelegt werden konnte. Als weitere Änderung wurde die bisher seitlich angebrachte Grenzschraube durch eine stirnseitig angebrachte ersetzt. Als Sicherung gegen ein unbeabsichtigtes Öffnen des Verschlusses wurde linksseitig am Rohr ein Winkelstück angebracht, unter welches im geschlossenen Zustand des Verschlusses die Tellerscheibe der Kurbel zu liegen kam. Die Tellerscheibe war auf einem Teil des Umfanges in ihren Durchmesser verkleinert, so dass nach einer gewissen Umdrehung der Kurbel die Tellerscheibe freilag und der Verschluss herausgezogen werden konnte.
In einer weiteren Variante wurde um 1866 die stirnseitig angebrachte Grenzschraube durch einen federbelasteten Knebel ersetzt, welcher die Demontage des Verschlusses ohne Benutzung eines Werkzeuges ermöglichte. Außerdem wurde die Kreiner’sche Kupferliderung durch den sogenannten Broadwellring ersetzt.

Preußischer Doppelkeilverschluss in der Konstruktion von 1862
Preußischer Doppelkeilverschluss in der Konstruktion von 1864
Preußischer Doppelkeilverschluss in der Konstruktion von 1866

### Krupp’scher Rundkeil
Mit der Entwicklung der Ringrohre und der damit einher gehender Steigerung der Pulverladungen stellte man bei Krupp sehr schnell fest, dass die bis dahin auch für schwere Rohre (Kaliber größer 72-Pfünder) verwendeten Flachkeilverschlüsse nicht genügen konnten. So kam es, ausgehend von den Erfahrungen, welche man von Krupp bis dahin mit den Rundkeilen für die leichteren Kaliber (hier die insbesondere für die russische Armee entwickelten Rundkeilverschlüsse der Feldgeschütze) gemacht hatte, zur Entwicklung der Rundkeilverschlüsse für die schweren Rohre. Es sind hier bei besonders zwei Entwicklungen erfolgt:
- Rundkeilverschluss C/1866
- Rundkeilverschluss C/1868.

#### Rundkeilverschluss C/1866
Der Rundkeilverschluss C/1866 bestand im Wesentlichen aus folgenden Einzelteilen (Daten und Beschreibung beziehen sich im Wesentlichen auf die 8-zöllige gezogene (Krupp'sche) Rücklade-Kanone im Dienste der k.k. Kriegsmarine):
1. Verschlusskeil
2. Verschlussplatte

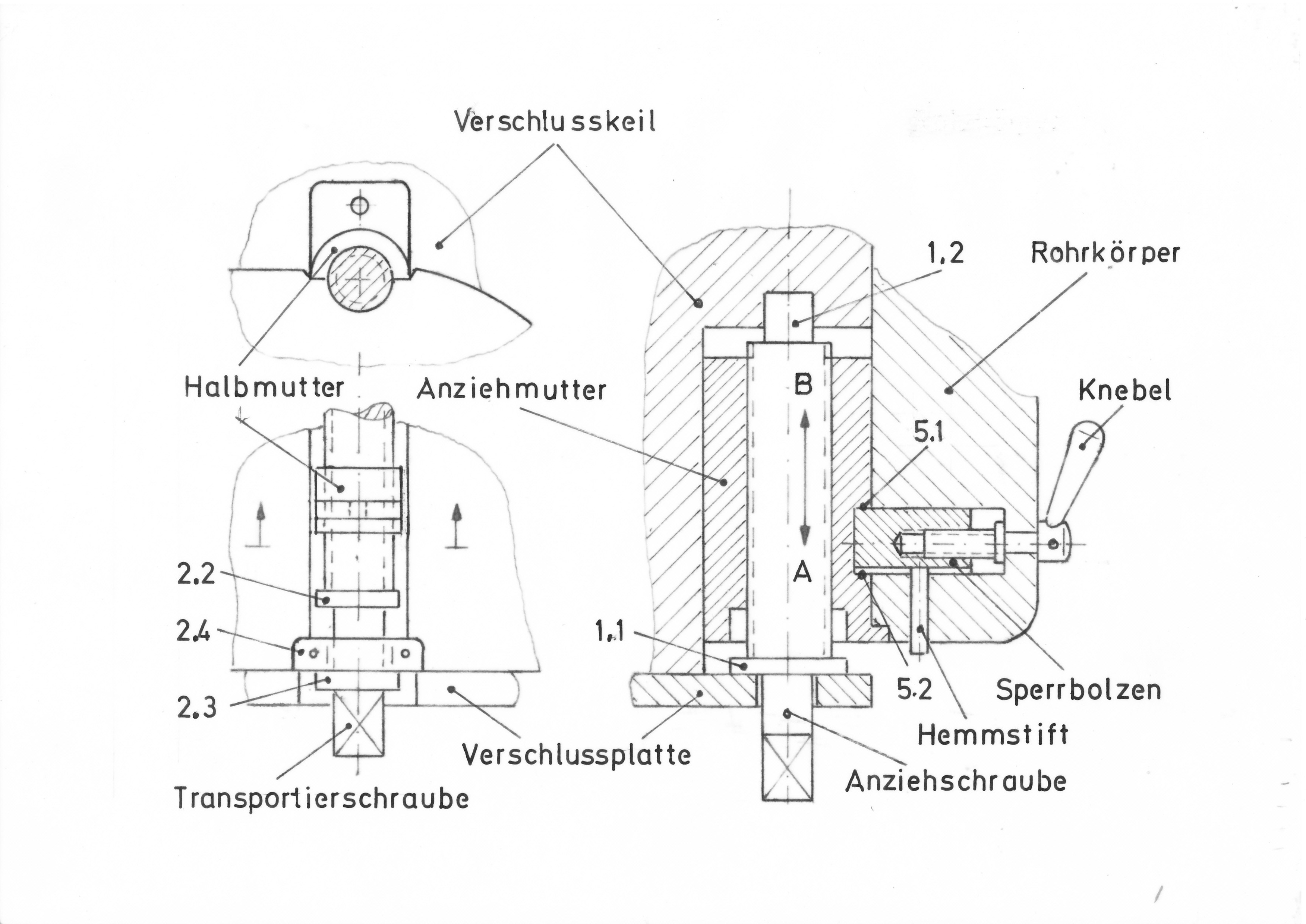
Funktionsschema: Krupp’scher Rundkeil C/1866

3. Transportierschraube mit der Halbmutter. Die Transportierschraube war ca. 3/4 Zoll stark mit einem zweifachen Rechtsgewinde bei einer Steigung von ca. 1 Zoll.
4. Anziehschraube. Die Anziehschraube war ca. 2½ Zoll stark mit einem einfachen Rechtsgewinde bei einer Steigung von ca. 1/4 Zoll.
5. Anziehmutter
6. Kurbel
7. Sperrbolzen mit Hemmstift und Knebel. Die Schraube im Knebel war ca. 1,33 Zoll stark mit einem dreigängigen Linksgewinde bei einer Steigung von ca. 1¼ Zoll.
8. Sperrkette bzw. Sperrklinke
9. Liderung

Funktionsweise:
- 1. Verschluss schließen.

Der Verschlusskeil wurde mit der Transportierschraube, mittels des äußeren Bundes 2.3, der an der Lagerung 2.4 anlag, welche fest mit dem Verschlusskeil verbunden war, in das Keilloch eingeschoben, bis der innere Bund 2.2 der Transportierschraube an der Halbmutter, welche fest im Rohrkörper befestigt war, anlag (Der Keil konnte nicht mit der Transportierschraube fest in das Keilloch eingebracht werden. Diese war nur mit der Anziehschraube möglich.) In diesem Moment war gleichzeitig die Anziehmutter mittels des Bundes 1.1, welcher an der Verschlussplatte anlag, soweit in das Keilloch eingeschoben worden, dass mit dem Sperrbolzen die Anziehmutter fixiert werden konnte. Nachdem dies geschehen war, wurde die Kurbel von der Transportierschraube auf den Vierkant der Anziehschraube umgesteckt. Bei den nun erfolgenden Drehungen der Anziehschraube, von links über oben nach rechts, also im Uhrzeigersinn, löste sich der Bund 1.1 von der Verschlussplatte, und die Spitze 1.2 der Anziehschraube, welche in einer Bohrung im Keilkörper geführt wurde, drückte auf den Grund der Bohrung und schob die Anziehmutter gegen die Fläche 5.1 des Sperrbolzens. Durch diesen Vorgang wurde die Anziehmutter blockiert und konnte nicht weiter zurückgehen. Bei dem weiteren Drehen der Anziehschraube schob sich diese nun in Richtung „B“ weiter aus der Anziehmutter heraus und drückte dabei den Verschlusskeil weiter in das Keilloch hinein. Der Vorgang war beendet, sobald die Lagerung 2.4 der Transportierschraube an den durch die Halbmutter bereits festliegenden inneren Bund 2.2 der Transportierschraube stieß und eine weitere Bewegung des Verschlusskeiles nicht mehr zuließ.
- 2. Verschluss öffnen.

Durch ein Drehen der Anziehschraube von rechts über oben nach links, also gegen den Uhrzeigersinn, wurde die Anziehschraube nach auswärts in Richtung „A“ bewegt und legte sich mit dem Bund 1.1 an der Verschlussplatte fest an. Wenn dies geschehen war, wurde bei weiterer Drehung der Anziehschraube die Anziehmutter gegen den Sperrbolzen gedrückt und legte sich an der Fläche 5.2 fest an und wurde somit in ihrer weiteren Bewegung gehindert. Bei der weiteren Drehung der Anziehschraube wurde dann der Verschlusskeil aus dem Keiloch gedrückt und somit auch die Spannung aufgehoben. In dem entspannten Zustand konnte dann der Sperrbolzen aus seiner Lagerung herausgezogen werden, es genügte hierzu eine Drehung von ca. 270 Grad, und der Verschlusskeil wurde damit frei. Nachdem die Kurbel jetzt wieder auf die Transportierschraube gesteckt wurde, löste sich durch Drehung derselben von rechts über oben nach links der innere Bund 2.2 der Transportierschraube von der Halbmutter und legte sich an der Lagerung 2.4 an. Bei den folgenden Drehungen der Transportierschraube wurde dann der Verschlusskeil komplett aus dem Keilloch gedrückt. Diese Bewegung wurde ursprünglich mit einer sogenannten Grenzkette kontrolliert. Bei späteren Konstruktionen wurde diese durch eine Sperrklinke, welche in einer Nut auf der unteren Seite des Keiles geführt wurde, ersetzt.

#### Rundkeilverschluss C/1868
Bereits nach einer relativ kurzen Zeit stellte man fest, dass der Rundkeilverschluss C/1866 auf Dauer den Anforderungen nicht genügte, aus im Wesentlichen zwei Gründen: zum einen die umständliche Art der Verriegelung, welche durch einen stirnseitig angebrachten Sperrbolzen bewirkt wurde, zum anderen die ungenügende Liderung durch die napfförmigen Kupferscheiben, welche bei jedem Schuss zusätzlich eingelegt wenden mussten. Das Problem war entstanden, nachdem in Russland für die großen Kaliber zwischenzeitlich ein langsam abbrennendes Pulver, das sogenannte prismatische Pulver, eingeführt worden war, welches bei der bis dahin üblichen Oberzündung und durch die geringere Verbrennungsgeschwindigkeit die Liderung in hohem Maße einseitig belastete, was letztlich bei nicht exakt sitzenden Liderungsschalen zu Pulverdurchschlägen führen konnte. Aus diesen Gründen wurde der Rundkeilverschluss C/1866 umkonstruiert und den neuen Anforderungen angepasst. Es waren im Wesentlichen drei Merkmale, welche geändert wurden_
1. Vereinfachung der Verriegelung durch Wegfall des stirnseitigen Sperrbolzens,
2. Ersatz der Oberzündung durch eine Zentralzündung durch den Verschlusskeil,
3. Ersatz der napfförmigen Kupferschalen durch den sogenannten „Broadwellring“.

Der Rundkeilverschluss bestand im Wesentlichen aus folgenden Einzelteilen (die folgende Beschreibung bezieht im Wesentlichen auf einen Verschluss, wie er bei den 9-zölligen russischen Küstenkanonen zum Einsatz kam:):
1. Verschlusskeil
2. Verschlussplatte
3. Transportierschraube
4. Anziehschraube
5. Verriegelungsbuchse mit Handhabe. Die Verriegelungsbuchse war ein zylindrischer Hohlkörper, welcher innen mit einem Gewinde und außen mit mehreren Ringen versehen war. Diese waren bis auf den ersten außenliegenden Ring (3) auf ca. 1/3 des Umfanges entfernt. Auf diesem Ring war auch eine kleine Nase (6) angebracht, in welcher eine kleine Handhabe eingesetzt war. In der hinteren Fläche des Keilloches waren Nuten eingearbeitet, in welchen sich die Rippen im geschlossenen Zustande des Verschlusses abstützen konnten.
6. Sperrklinke
7. Kurbel
8. Liderung. Zur Liderung wurde nach den Erfahrungen, welche man bereits 1864 bei den russischen Feldgeschützen gemacht hatte, der sogenannte Broadwellring eingesetzt.

Zusätzlich waren diverse Befestigungselemente vorhanden.
Im Folgenden wird hier nur die Funktionsweise der Anziehschraube in Verbindung mit der Verriegelungsbuchse beschrieben. Die Funktionsweise der Transportierschraube wurde bereits oben bei der Ausführung C/1866 erläutert.
- 1. Verschluss schließen.

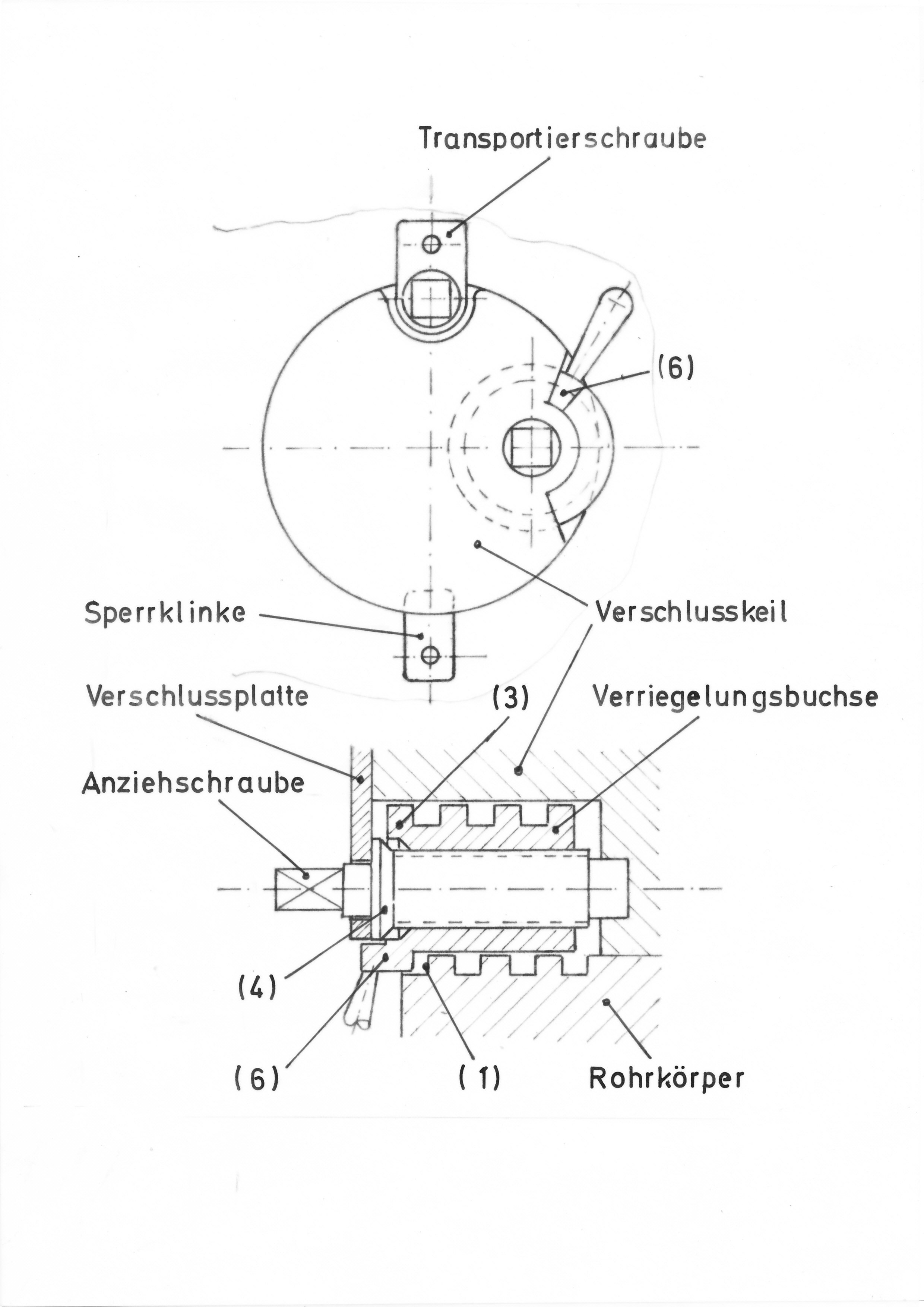
Funktionsschema: Krupp’scher Rundkeil C/1868

Nachdem der Verschluss mittels der Transportierschraube in das Keilloch eingeschoben worden war – der Vorgang war beendet, sobald der Ring (3) an der Fläche (1) anlag –, wurde die Kurbel von der Transportierschraube auf den Vierkant der Anziehschraube umgesteckt. Bei der nun erfolgenden Drehung der Anziehschraube von links über oben nach rechts, also im Uhrzeigersinn, folgte auf Grund der im Gewinde zwischen der Anziehschraube und der Verriegelungsbuchse vorhandenen Reibung die Verriegelungsbuchse der Drehung, und die Rippen derselben schoben sich in die entsprechenden Nuten im Rohrkörper. Die Bewegung wurde durch die kleine Nase (6), welche sich mit der Drehbewegung aus ihrer oberen Position gelöst hatte und jetzt ihren Anschlag in der unteren Position fand, begrenzt. Um die Lagerung der Anziehschraube war in der Verschlussplatte ein entsprechender Ausschnitt eingearbeitet. Sollte aus irgendeinem Grund die Verriegelungsbuchse der Drehbewegung nicht folgen, so konnte diese mittels der kleinen Handhabe ausgeführt werden. Sobald die kleine Nase die untere Position eingenommen hatte, lag die Verriegelungsbuchse fest. Durch weiteres Drehen der Anziehschraube wurde jetzt durch den zylindrischen Ansatz (2) der Anziehschraube der Verschlusskeil weiter in das Keilloch eingeschoben. Der Verschluss war geschlossen, sobald die Verschlussplatte auf dem ersten Ring auflag und eine weitere Bewegung nicht mehr zuließ.
- 2. Verschluss öffnen.

Durch die Drehung der Anziehschraube von rechts über oben nach links, also gegen den Uhrzeigersinn, drückte zuerst der Bund (4) der Anziehschraube gegen die Verschlussplatte und schob hierdurch den Verschlusskeil nach außen und lockerte ihn somit. Sobald der Verschlusskeil frei lag, war auch die Spannung zwischen den Rippen der Verriegelungsbuchse und den Nuten im Rohrkörper aufgehoben, und die Verriegelungsbuchse konnte wieder der Drehbewegung der Anziehschraube folgen. Sobald jetzt die kleine Nase wieder die obere Position erreicht hatte, waren die Rippen komplett aus den Nuten herausgetreten, und der Verschlusskeil lag frei. Das völlige Herausziehen des Verschlusskeiles erfolgte dann mit der Transportierschraube. Der Vorgang wurde durch die Sperrklinke, welche in einer Nut auf der Unterseite des Keiles geführt wurde, begrenzt.

### Krupp’scher Leitwellverschluss

Krupp’scher Leitwellverschluss (Fig. 1) und Schubkurbelverschluss nach Erhardt (Fig. 2)

Beim Krupp’schen Leitwellverschluss wird der Keil (A) quer zur Längsachse in das Geschützrohr hineingeschoben. Der Keil kann dabei entweder als Flachkeil (Flachkeilverschluss) oder als Zylinder (Rundkeilverschluss) ausgeführt sein, hat jedoch immer eine prismatische bzw. konische Form, um eine spielfreie Führung zu ermöglichen. Geführt wird der Keil dabei durch die Leitwelle (B). Die Leitwelle greift dabei in eine Mutter (T). Mutter und Leitwelle haben ein Gewinde mit großer Steigung. Durch Drehen des Handgriffes (B1) wird der Keil in das Rohr hineingeschoben bzw. wieder herausgezogen. Durch die Steigung des Gewindes ist dabei eine Dreiviertelumdrehung ausreichend. Durch die Fahrsicherung (O) wird der Handgriff blockiert und ein unbeabsichtigtes Öffnen des Verschlusses verhindert. Der Verschluss wird durch einen Riegelbund am Ende der Leitwelle verriegelt, der in einen Ausschnitt des Rohres greift. Beim Öffnen des Verschlusses wird der Riegelbund als erstes durch Drehen der Leitwelle aus dem Ausschnitt herausgezogen und gibt den Keil wieder frei. Abgefeuert wird mit Hilfe des am Verschluss befindlichen Abzugshebels (K). Dieser Verschluss ermöglicht ein schnelles Nachladen und ebnete den Weg für die Entwicklung von Schnellfeuerkanonen.

### Schubkurbelverschluss nach Erhardt
Beim Schubkurbelverschluss dreht sich die Schubkurbel (Sk) um den Kurbelbolzen (kb), der am Rohr befestigt ist. Am kürzeren Hebelarm der Schubkurbel befindet sich ein Gleitstück (g), das in einer schräg nach vorn und außen führenden Nut (nt) des Keils läuft. Wird die Schubkurbel am Handgriff (hg) zurückgezogen, wird der Keil über das Gleitstück und die Nut herausgezogen. Vorteilhaft ist, dass die Schubkurbel bei dieser Konstruktion nur um ca. 130° gedreht werden muss. Verriegelt wird der Verschluss in der Endposition dadurch, dass das Gleitstück am Ende der Nut in eine Lochfläche fällt. Zum Entriegeln muss daher das Gleitstück durch Ziehen am Handgriff zuerst ein kurzes Stück nach oben gezogen werden. Meist wird außerdem noch eine zusätzliche Verriegelung in Form einer Sperrklinke im Handgriff eingebaut, die bei geschlossenem Verschluss in eine Aussparung des Rohres einklinkt. Ebenso wie der Krupp’sche Leitwellverschluss ermöglichte diese Konstruktion ein schnelles Nachladen und damit die Entwicklung von Schnellfeuerkanonen. Die Krupp’sche Ausführung des Schubkurbelverschlusses unterscheidet sich durch die Form der Gleitbahn und die Verriegelung des geschlossenen Verschlusses.

### Fallblockverschluss

Fallblockverschluss

Beim ursprünglich von Gruson entwickelten Fallblockverschluss gleitet der Keil nach unten heraus und gibt 
damit das Rohr zum Nachladen frei. Dazu wird der Abzugshebel (b) zuerst ein kleines Stück nach oben bewegt. Dadurch gleitet der Schlagbolzen (h) ein kleines Stück nach hinten und gibt den Weg für den Keil frei. Ähnlich wie beim Schubkurbelverschluss nach Erhardt wird der Keil durch Drehen einer Schubkurbel bewegt, deren Gleitstück in einer nach vorn und oben führenden Nut des Keils geführt wird. Im Prinzip handelt es sich hier also um einen um 90° zur Längsachse des Rohres gedrehten Schubkurbelverschluss. Beim Senken des Keils wird über eine Spannrolle (e) die Schlagbolzenfeder (i) gespannt. Dabei werden die mit der Spannrolle verbundenen Stifte in der Nut auf der linken Seite des Keils geführt. Durch das Spannen der Feder wird der Schlagbolzen nach hinten gezogen und der Kopf der Abzugsstange (a) legt sich vor den Schlagbolzen. Dadurch wird ein Abfeuern bei nicht vollständig geschlossenem Verschluss verhindert. Bei der Bewegung des Keils nach unten wird der Auswerferbolzen (m) gedreht und durch die Auswerfernuss (o) die Hülse zuerst gelockert und dann nach hinten aus dem Rohr gezogen. Auch dieser Verschluss ermöglicht ein schnelles Nachladen.

### Umlegbarer Keilverschluss
Beim umlegbaren Fallkeilverschluss wird der Verschluss beim Öffnen zunächst nach unten herausgezogen und dann um eine quer zum Rohr liegende Welle nach hinten gedreht. Prinzipiell handelt es sich dabei um eine Weiterentwicklung des Fallblockverschlusses ähnlich dem bei Handwaffen gebräuchlichen Kippblockverschluss. Er findet bei kleinkalibrigen Schnellfeuerkanonen Anwendung. Beim System Nordenfelt wird dabei nur der hintere Teil des Verschlusses gedreht. Varianten dieses Konstruktionsprinzips sind der Verschluss nach System Nordenfelt, System Driggs-Schröder, der im Wesentlichen nur bei der US Navy im Gebrauch war, sowie System Maxim-Nordenfelt und System Sarmiento.

### Halbautomatisches Geschütz
Halbautomatische Geschütze sind in der Regel Rohrrücklaufgeschütze mit einem Keilverschluss, die Patronenmunition verschießen. Nach der Schussabgabe wird das Rohr durch den Rückstoß nach hinten beschleunigt und durch den Rohrvorholer wieder in Schussstellung gebracht, dabei wird der Verschluss geöffnet und wirft die Hülse aus. Der Verschluss bleibt geöffnet. Die nächste Patrone kann eingelegt werden, der Verschluss schließt und die Waffe ist geladen.

## Galerie

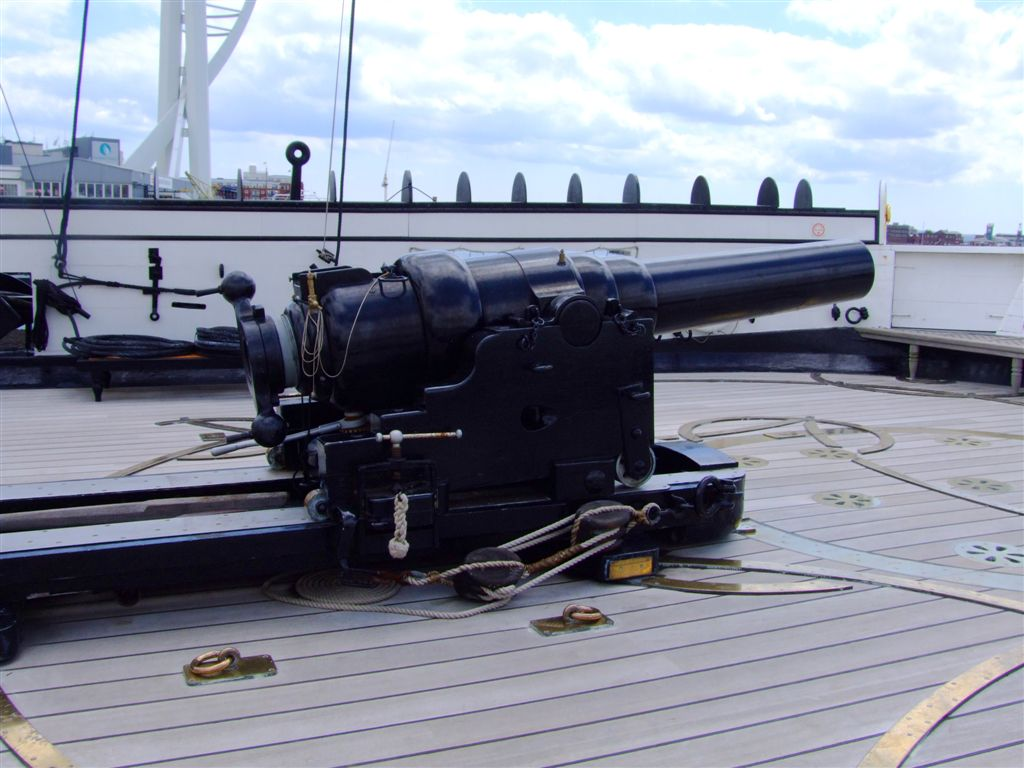
Verschluss nach Armstrong, hier britische 7-inch-Kanone (110 lb)
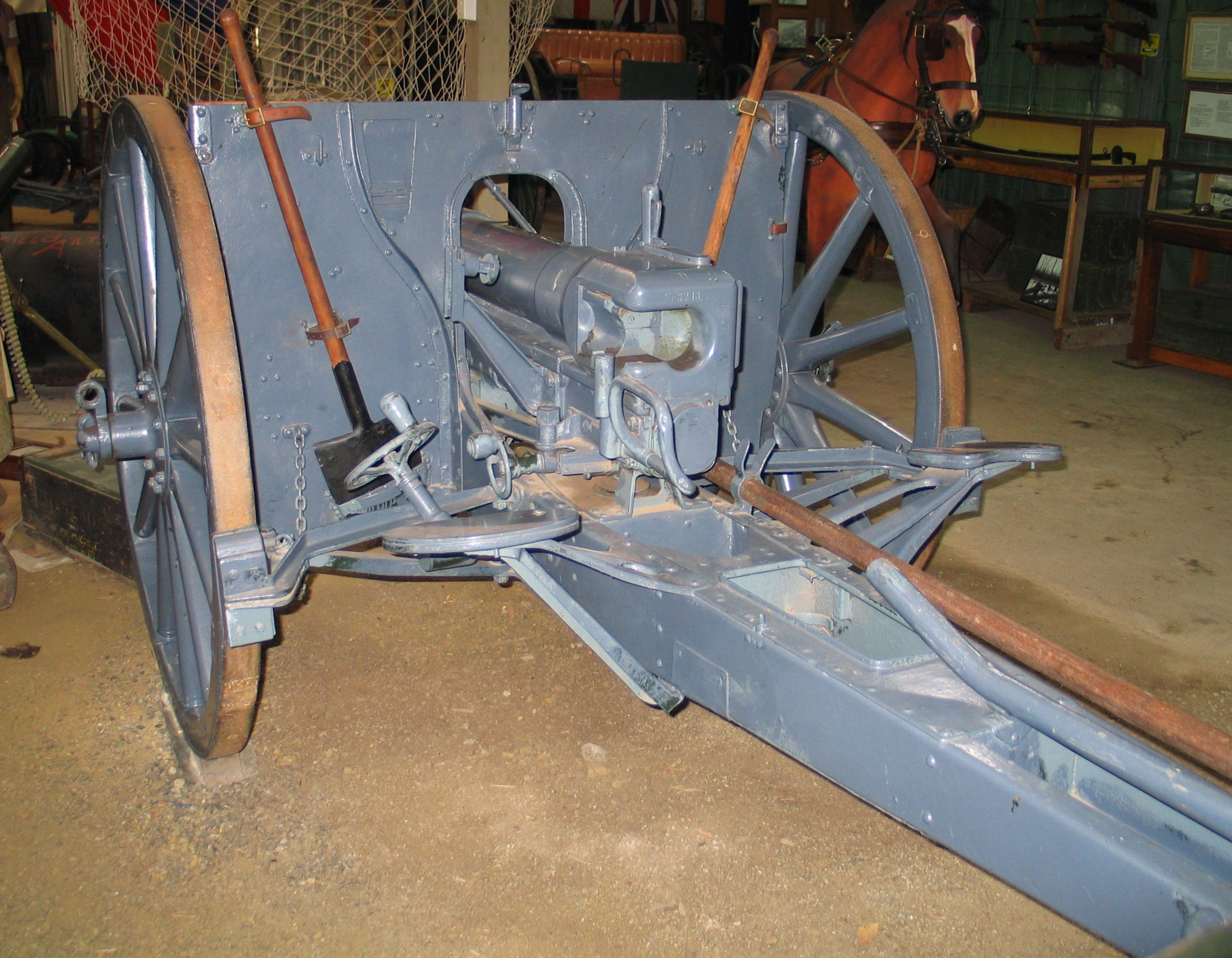
Schubkurbelverschluss nach Erhardt, hier 7,7 cm Feldkanone Modell 1896
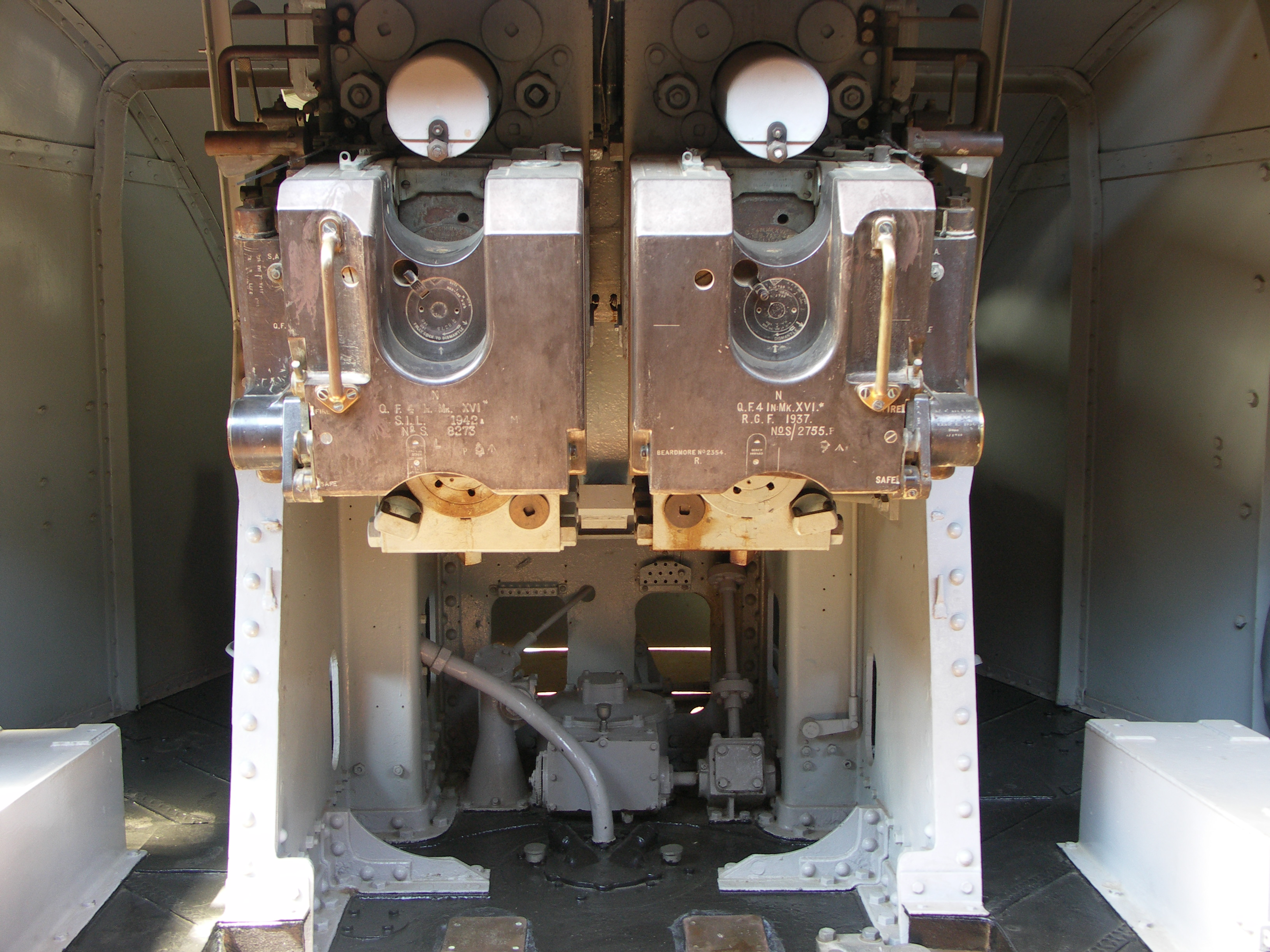
Fallblockverschluss, hier QF 4 inch Mk XVI
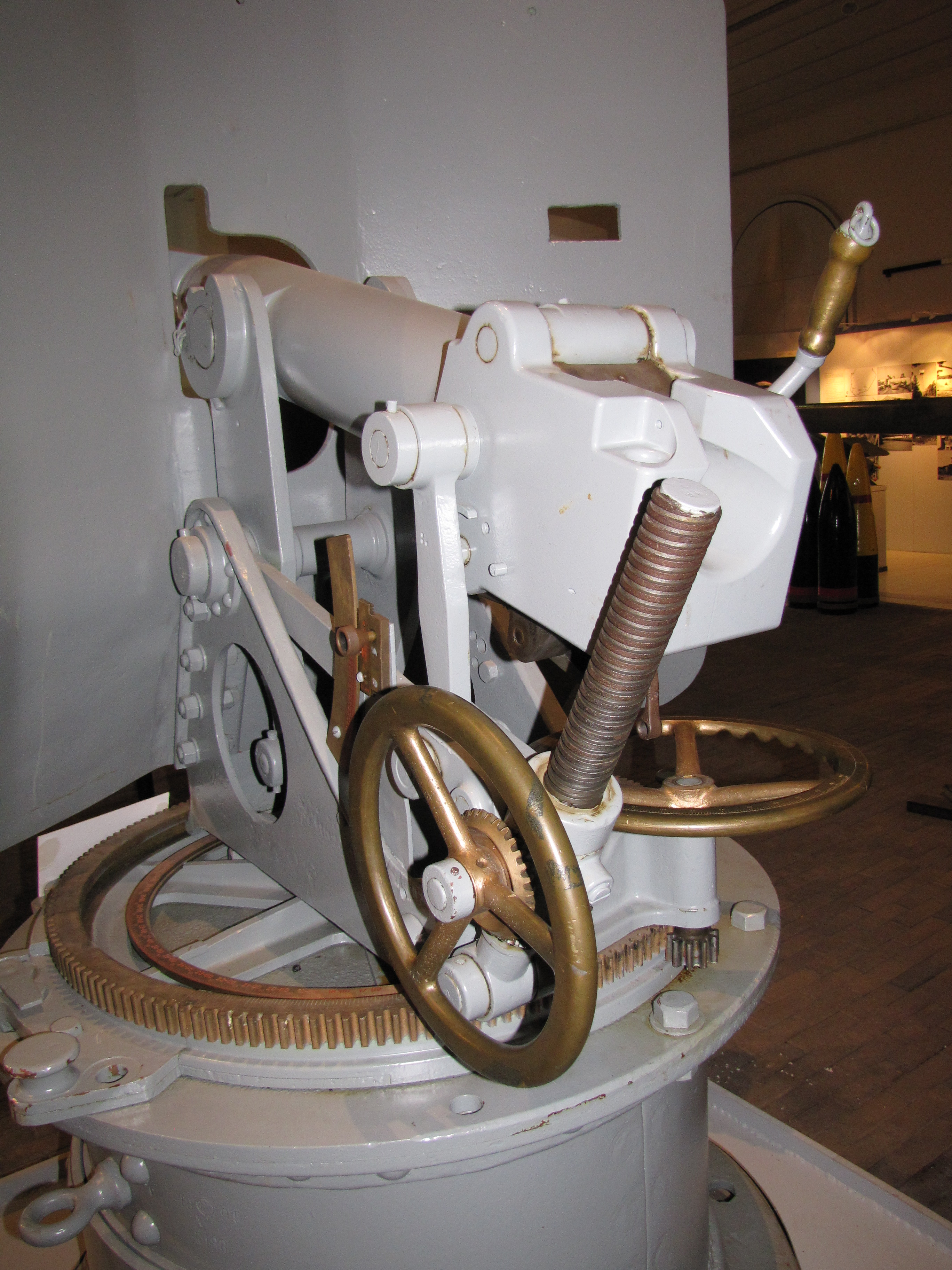
Umlegbarer Keilverschluss System Nordenfelt, hier 57/48mm Kanone